# 샹탄현

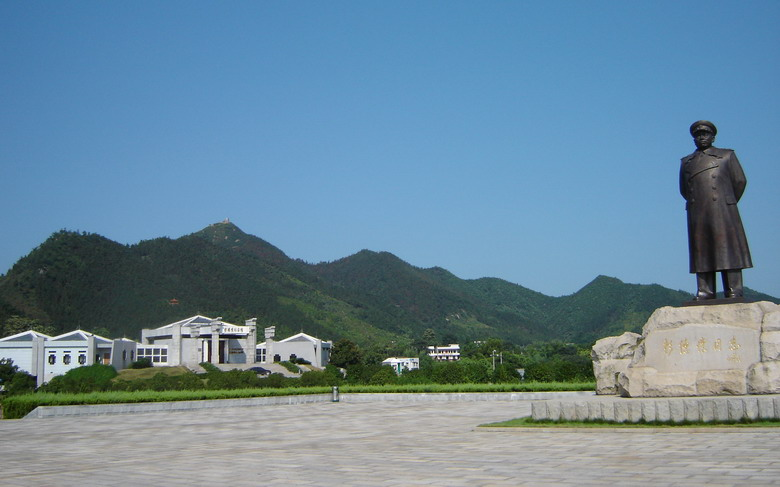

샹탄현(중국어 간체자: 湘潭县, 정체자: 湘潭縣, 병음: Xiāngtán Xiàn, 한자음: 상담현)은 중화인민공화국 후난성 샹탄 시의 현급 행정구역이다. 넓이는 2513km2이고, 인구는 2007년 기준으로 1,150,000명이다.

## 행정 구역
16개 진, 6개 향을 관할한다.
- 진: 易俗河镇, 梅林桥镇, 谭家山镇, 中路铺镇, 茶恩寺镇, 河口镇, 射埠镇, 花石镇, 青山桥镇, 石鼓镇, 姜畲镇, 云湖桥镇, 石潭镇, 杨嘉桥镇, 乌石镇, 白石镇.
- 향: 响塘乡, 响水乡, 分水乡, 排头乡, 龙口乡, 锦石乡.